# 屠蘇

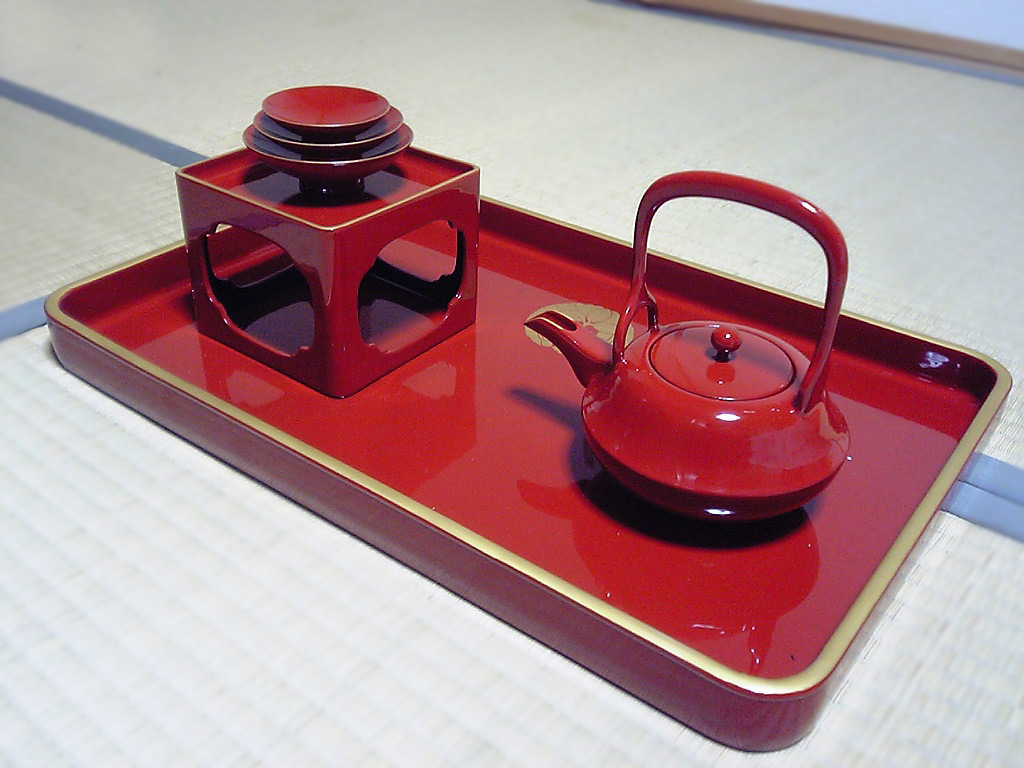
屠蘇器（漆器製）。左が盃台に載せられた盃、右が銚子。

屠蘇（とそ）または、お屠蘇（おとそ）とは、一年間の邪気を払い長寿を願って正月に呑む縁起物の酒であり風習である。
屠蘇とする数種類の生薬を調合したものを屠蘇散（とそさん）といい、これを酒あるいは味醂に浸して作ったものをいう。また、薬酒そのものは屠蘇酒（とそしゅ）ともいう。

## 概要
「屠蘇」とは、「蘇」という名の悪鬼を屠（ほふ）るという説や、悪鬼を屠り魂を蘇生させるという説など諸説ある。屠蘇の名称が最初に記載された書物は魏・張揖の『廣雅』とされる。
一般的には中国の後漢の時代に華佗が発明したとされている。屠蘇酒に関する名称の初出は581年に孫思邈（唐代の医者）が記した『備急千金要方』（別名：千金要方、千金方）である。
これが正月の縁起物として飲まれるようになったのは唐の時代からと考えられている。孫思邈（孫思獏）は風邪の予防のために、屠蘇を調合し、年末にそれを知人に贈ったことから定着したともいわれ、彼が考えたとの見方もある。
日本には平安時代初期の嵯峨天皇の時代（弘仁年間）に伝来したとされる。
元日の朝、年少の者から年長の者への順に飲む。

## 屠蘇散

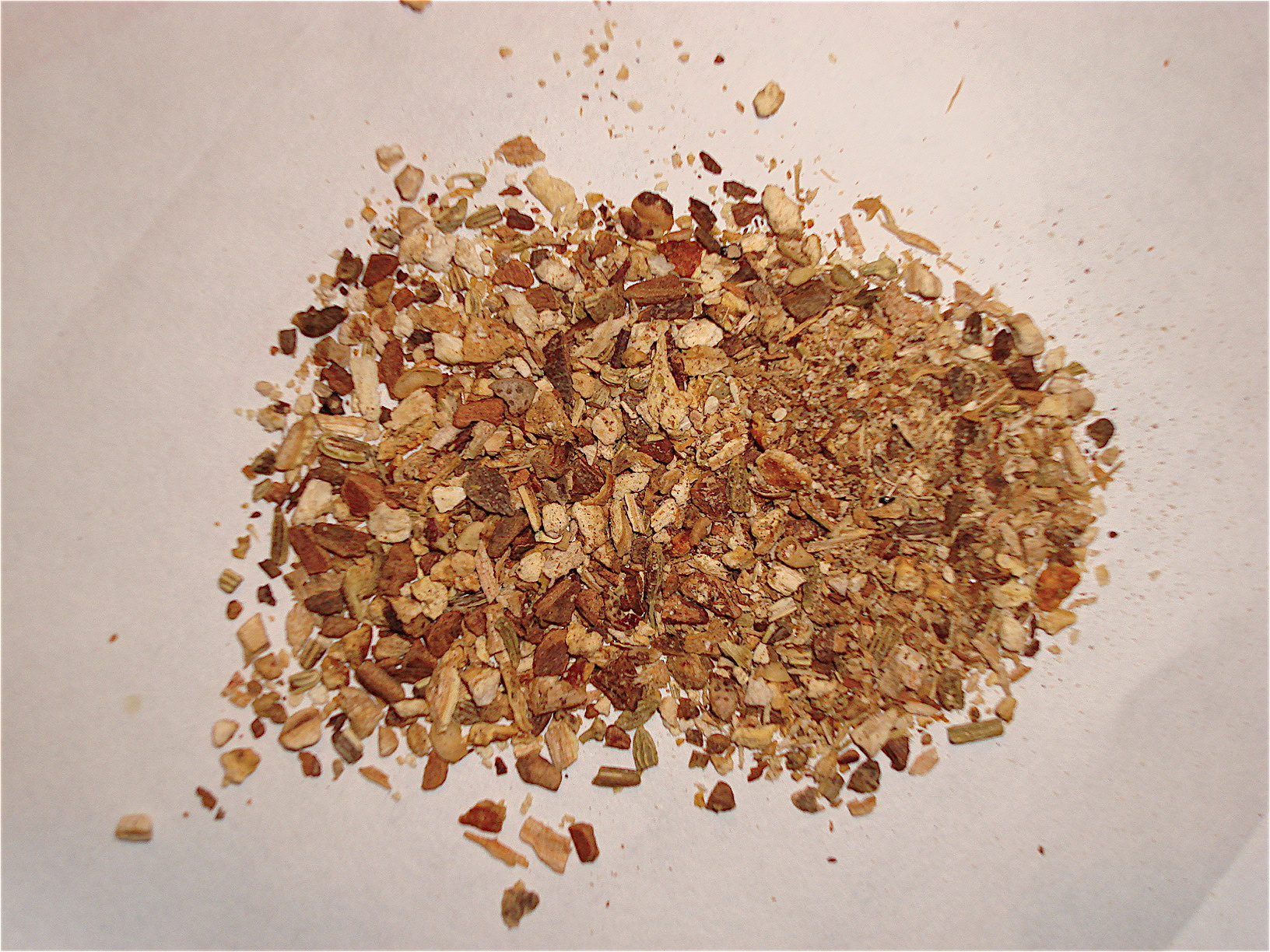
屠蘇散の一例

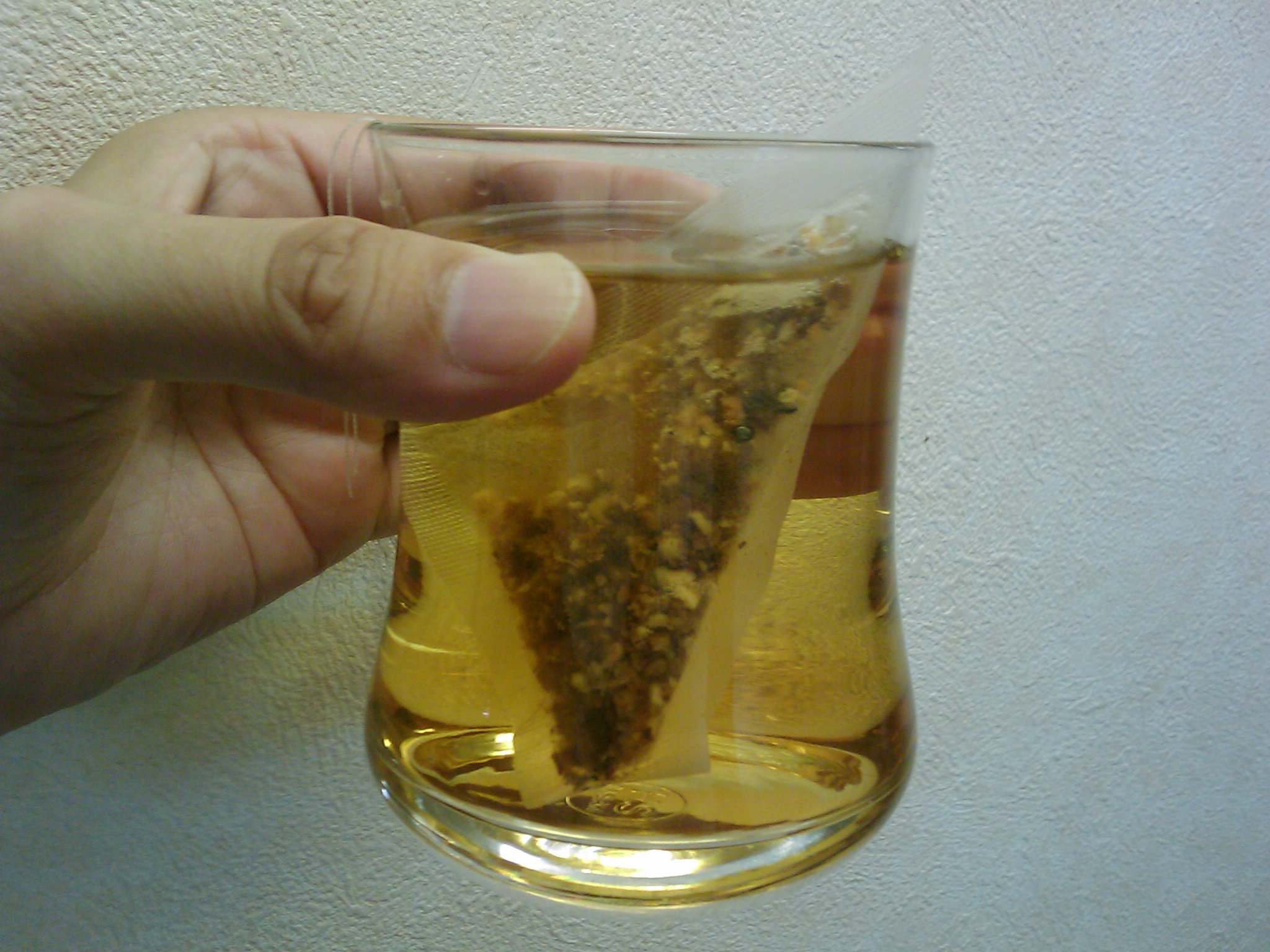
日本酒に溶け込んだ屠蘇散

屠蘇酒の前身となるものは、『楚辞』における桂酒や椒漿、『四民月令』における椒酒など単一の生薬を浸した酒や水と考えられている。
屠蘇散の処方は『本草綱目』（1709年）では赤朮・桂心・防風・菝葜（抜契）・大黄・烏頭・赤小豆を挙げている。しかし、烏頭や大黄は激しい作用を伴うことから除かれるようになった。特に16世紀に曲直瀬道三が庶民の安全を考えて、性質の強い生薬を取り除いた処方を考案したことで、江戸時代に親しまれるようになった。
現代では白朮（オケラの根）、山椒（あるいはその実の蜀椒）、防風あるいは浜防風、桔梗（キキョウの根）、桂皮、丁子、陳皮（ミカンの皮）などを用いるのが一般的である。
小笠原流の伝書にも調合法が記されており、一日目を「屠蘇散」、二日目は「白散（びゃくさん）」、三日目を「度嶂散（どしょうさん）」と呼び、それぞれ生薬の調合が異なり、微妙に味も違うとされる。
時代、地域などによっても処方は異なる。

## 風習
正月に屠蘇を呑む習慣は、中国では唐の時代から確認できるが、現在の中国には見当たらない。
日本では平安時代から確認できる。
宮中では、一献目に屠蘇、二献目に白散、三献目は度嶂散を一献ずつ呑むのが決まりであった。貴族は屠蘇か白散のいずれかを用いており、後の室町幕府は白散を、江戸幕府は屠蘇を用いていた。この儀礼はやがて庶民の間にも伝わるようになり、医者が薬代の返礼にと屠蘇散を配るようになった。現在でも、薬店が年末の景品に屠蘇散を配る習慣として残っている。
屠蘇と屠蘇酒や屠蘇袋などの屠蘇に関する言葉は、新年の季語とされる。

## 屠蘇器
屠蘇器（とそき）は屠蘇を飲む正月行事に用いる酒器で、屠蘇酒を入れる銚子（ちょうし）、屠蘇を注ぐ三つ重ねの盃、重ねた盃をのせる盃台（はいだい）を一式にしたものである。

## 画像一覧

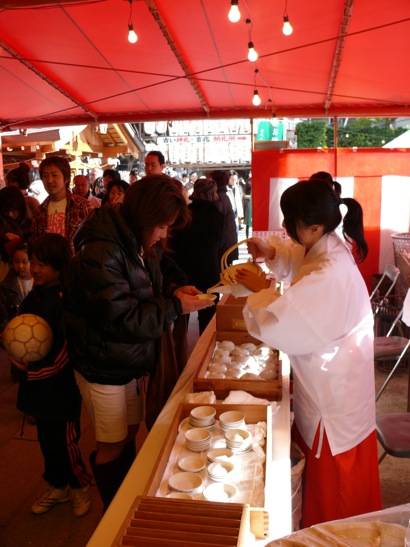
神社で振る舞われるお屠蘇
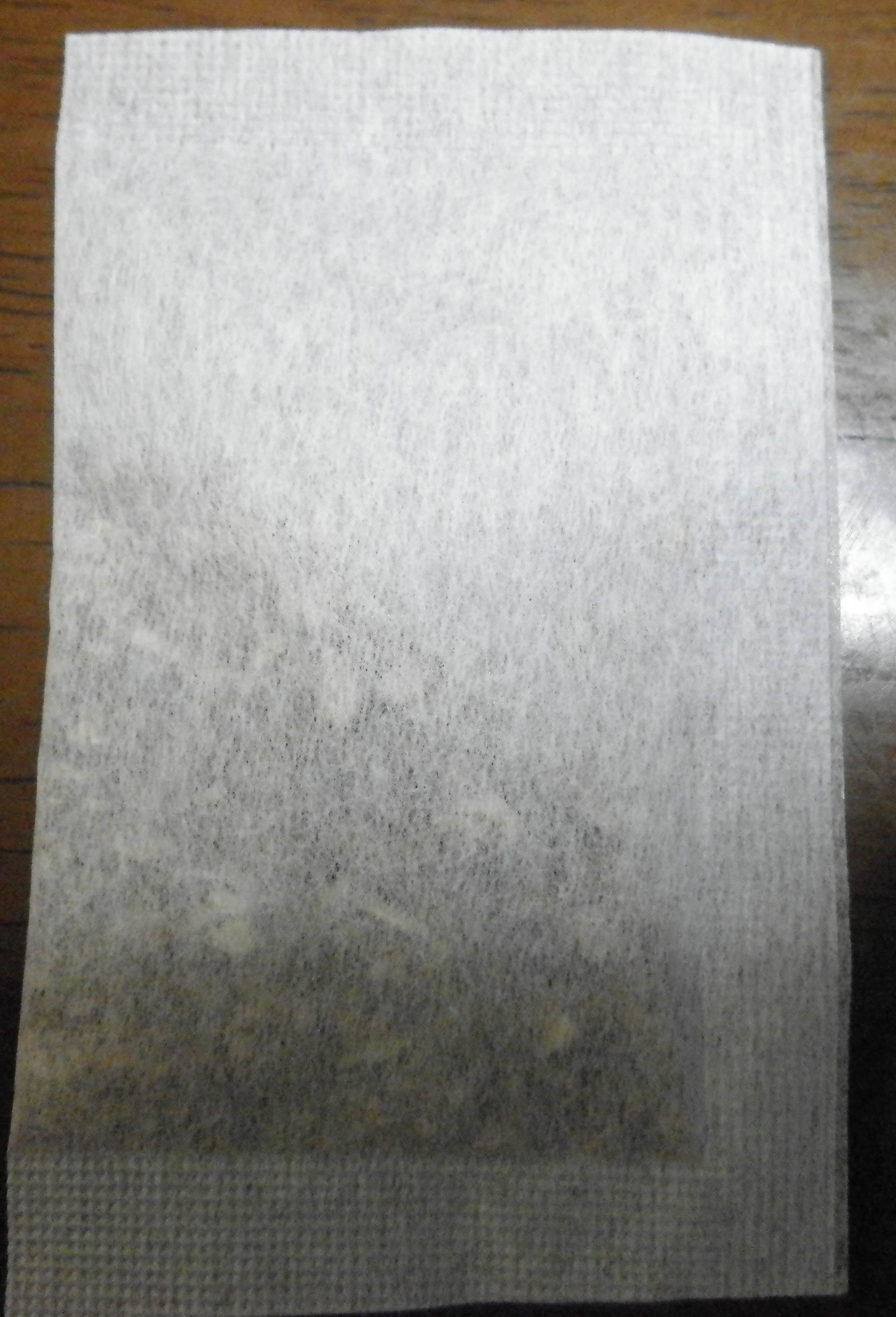
屠蘇を作るための屠蘇散のティーバッグ
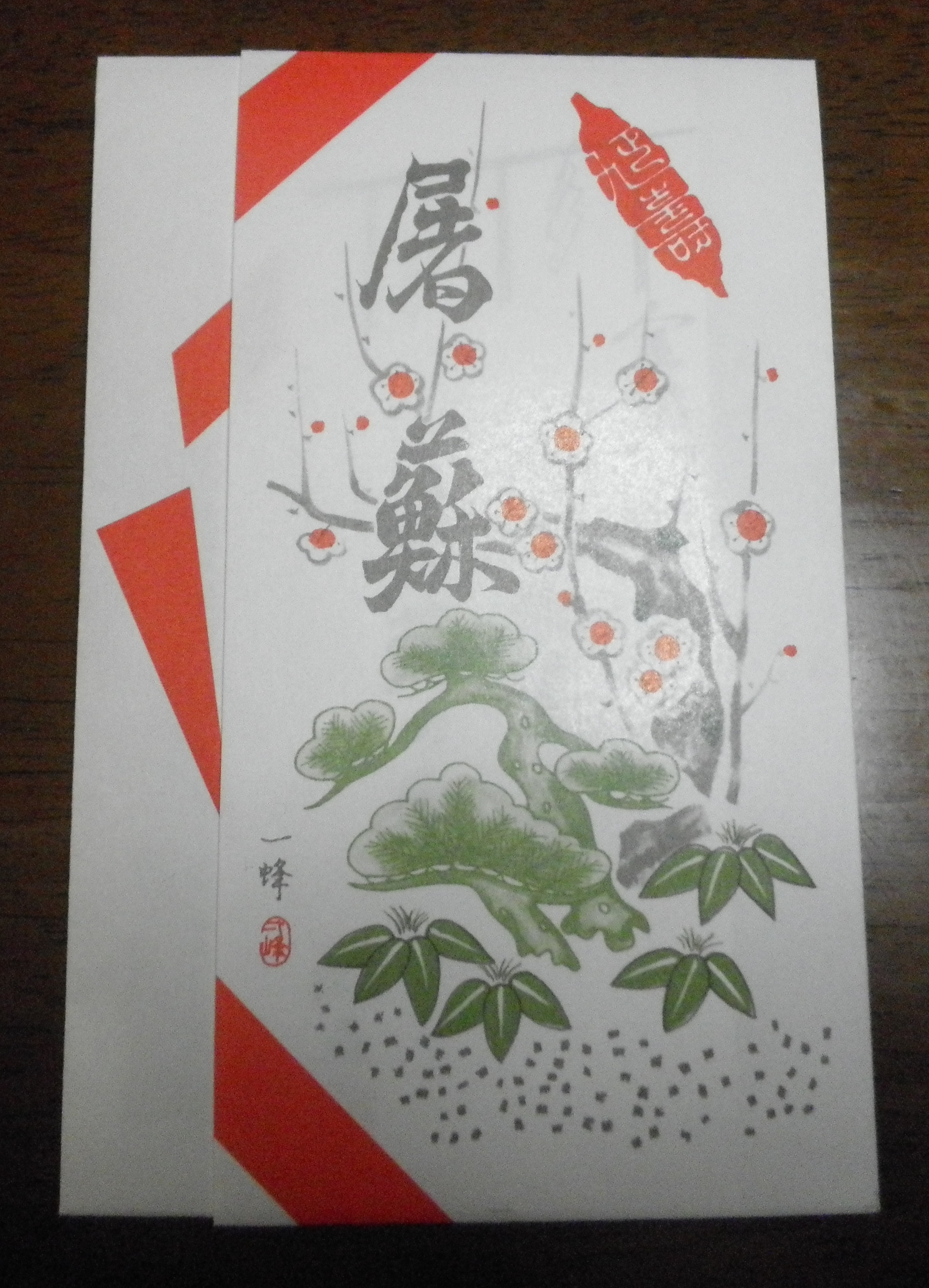
屠蘇散
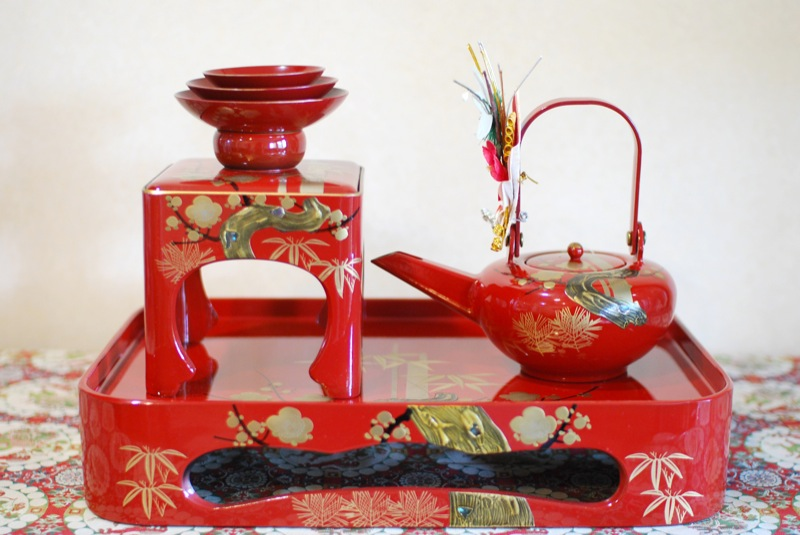
屠蘇器（漆器製）